# Поход към Рим
Вижте пояснителната страница за други значения на Поход към Рим.
Походът към Рим (на италиански: Marcia su Roma; 28 – 31 октомври 1922 г.) е организирана масова демонстрация през октомври 1922 г., която води до идването на Бенито Мусолини и Националната фашистка партия на власт в Кралство Италия.
Към края на октомври 1922 г. водачите на фашистката партия планират въстание. На 28 октомври 1922 г. колони от черноризци маршируват в поход към Рим, настоявайки за разпускане на парламента, избирателната реформа и нови избори.
Два дни по-късно крал Виктор Емануил III, под натиска на обществените настроения, назначава Бенито Мусолини за министър-председател, макар фашистите да са само 35 от общо 527 депутати.
Монархията е запазена като форма на държавно устройство.

## Походът
На 24 октомври 1922 г. Мусолини заявява пред 60 000 военни на фашистки митинг в Неапол: „Нашата програма е проста: ние искаме да управляваме Италия.“ На следващия ден Емилио Де Боно, Итало Балбо, Микеле Бианки и Чезаре Мария де Веки са избрани от Мусолини да бъдат начело на марша, когато той отива в Милано. Мусолини не участва в похода, въпреки че са направени снимки, на които той марширува заедно с черните ризи, и спокойно пристига в Рим на следващия ден. Генералите Густаво Фара и Санте Чекерини подпомагат подготовката от 18 октомври. Други организатори на похода са маркиз Дино Пероне Компани и Улисе Ильори.
На 26 октомври бившият министър-председател Антонио Саландра предупреждава тогавашния министър-председател Луиджи Факта, че Мусолини настоява за оставката му и че се готви да потегли към Рим. Факта обаче не вярва на Саландра и смята, че Мусолини ще стане само министър в своето правителство. За да отговори на заплахата, породена от фашистките паравоенни, които вече се събират извън Рим, Луиджи Факта (който подава оставка, но продължава да държи властта) нарежда за извънредно положение в Рим. След като е имал предишни разговори с краля за потискане на фашисткото насилие, той е сигурен, че кралят ще се съгласи. Крал Виктор Емануил III обаче отказва да подпише заповедта. На 29 октомври кралят предава властта на Мусолини, който е подкрепен от военните, бизнес класата и десните.
Самият поход е съставен от по-малко от 30 000 мъже, но кралят отчасти се страхува от гражданска война. Мусолини е помолен да състави свой кабинет на 29 октомври 1922 г., докато около 25 000 черноризци маршируват из Рим. Така Мусолини законно достига до властта в съответствие с италианската конституция. Походът към Рим не е завземане на властта, което по-късно празнува фашизмът, а по-скоро ускоряваща сила за прехвърлянето на властта в рамките на конституцията. Този преход става възможен благодарение на капитулацията на публичните власти пред лицето на фашистките заплахи. Много бизнес и финансови лидери вярват, че би било възможно да се манипулира Мусолини, чиито ранни речи и политики наблягат на свободния пазар и икономика. Това се оказва прекалено оптимистично, тъй като корпоративисткият възглед на Мусолини подчертава пълната държавна власт над бизнеса, както и над физическите лица, чрез управляващи индустриални органи („корпорации“), контролирани от фашистката партия, модел, при който предприятията запазват отговорностите за собственост. До 1934 г. Мусолини твърди, че е национализирал „три четвърти от италианската икономика, индустриална и селскостопанска“, повече от която и да е друга нация с изключение на Съветския съюз.